# FK Šumadija Aranđelovac
FK Šumadija srbijanski je nogometni klub iz Aranđelovca. Trenutno se natječe u Podunavsko-šumadijskoj zoni, natjecanju četvrtog ranga u Srbiji. Klub je osnovan 1929. godine.

## Povijest
Fudbalski klub Šumadija osnovan je 1929. godine. Najbolji plasman ostvaren je u periodu od 1971. do 1980. godine, kada se Šumadija natjecala u Drugoj ligi SFR Jugoslavije, grupa Istok. Najbolji plasman ostvarili su u sezoni 1972./73. kada su zauzeli 3. mjesto s 45 bodova, četiri manje od prvoplasiranog Borca iz Čačka i dva manje od drugoplasirane Prištine.
Dva puta su se plasirali u Kup Jugoslavije. Najprije su 1973. u osmini finala pobijedili Hajduk u Kuli 5:0, ali su u osmini finala u Aranđelovcu izgubili 1:0 od Radničkog iz Niša. Najbolji plasman ostvarili su u sezoni 1975./76. kada su stigli do četvrtfinala. U osmini finala slavili su kod kuće protiv Bora. U regularnom dijelu bilo je 1:1. Šumadija je dobila 5:4 napenalima. U osmini finala pobijedili su Lovćen 5:2 i plasirali se u četvrtfinale gdje ih je čekao Hajduk Split. Nakon velike borbe i produžetaka u Splitu, Hajduk je slavio 1:0.
Od tada se više nisu natjecali u Drugoj ligi, a u 21. stoljeću natjecali su se u trećem i četvrtom rangu srpskog natjecanja.

## Vanjske poveznice
- Profil na srbijasport.net